# Ham-les-Moines
 Ham-les-Moines  là một xã ở tỉnh Ardennes, thuộc vùng Grand Est ở phía bắc nước Pháp.